# Sender de gran recorregut

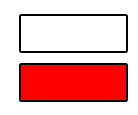
Marca de Sender de Gran Recorregut

Les sigles GR® designen un sender de gran recorregut homologat, és a dir, un sender senyalitzat, de més de 50 km, utilitzat principalment per excursionistes, que transita per llocs considerats d'interès paisatgístic, cultural, turístic, històric, social, etc. Els senders de gran recorregut conformen una xarxa de camins aptes per a turisme pedestre, que creuen Europa en totes direccions unint nacions i pobles. L'European Ramblers Association - Associació Europea de Senderisme (ERA) és l'organització responsable de coordinar-los. A Catalunya el total de GR senyalitzats sumen més de 4.500 km i a França, més de 60.000 km. Els GR són senyalitzats i mantinguts per les entitats, centres i clubs excursionistes locals de cada tram.

## Els senders
Els senders es classifiquen en tres grups:
| Tipus                       | Identificador | Longitud         | Color senyalització | Senyalització | Marques |
| --------------------------- | ------------- | ---------------- | ------------------- | ------------- | ------- |
| Senders Locals              | SL            | Fins a 10 km     | Blanc i verd        |               |         |
| Senders de Petit Recorregut | PR            | Entre 10 i 50 km | Blanc i groc        |               |         |
| Senders de Gran Recorregut  | GR            | Més de 50 km     | Blanc i vermell     |               |         |

## Senyalització

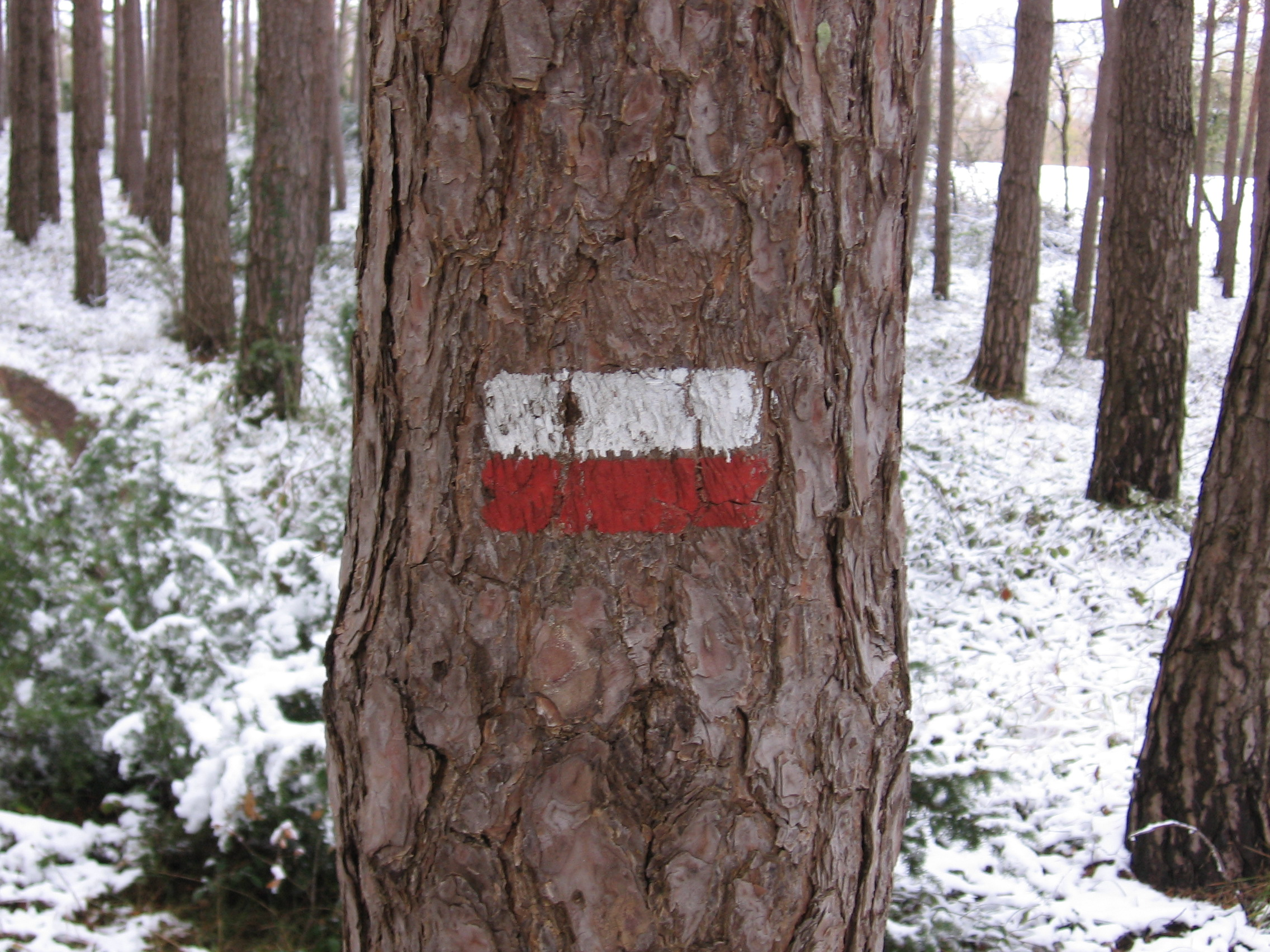
Marca característica d'un GR

A gran part del món els GR se senyalitzen amb els colors vermell i blanc (hi ha excepcions com a la zona dels Alps, on per qüestions lògiques el blanc és substituït pel groc). Dues ratlles horitzontals (de 9 cm x 2.5 cm), la de dalt blanca i la de baix vermella indiquen la continuïtat del camí. Dues ratlles formant una "X" (creu de Sant Andreu) blanc de dreta a esquerra i vermell d'esquerra a dreta indiquen que la direcció és equivocada. Dues franges paral·leles, en vertical, fent un gir, apuntant a un costat o un altre, indiquen un pròxim canvi de direcció.

## Història
El projecte de senders de gran recorregut es va començar a desenvolupar a Suïssa l'any 1934.
A França van començar a treballar conjuntament amb els belgues l'any 1944, si bé el Comité National des Sentiers de Grande Randonnée no fou creat fins al 1947.
L'any 1969 es fundà per a Alemanya i Àustria l'Europäische Wandervereinigung o Associació Europea d'Excursionisme.
A Catalunya tot va començar arran de les trobades que des de l'any 1961 celebraven anualment el Club Excursionista de Gracia (CEG) i el Camping Club de França (CCF). Pels voltants dels anys 1969-1970 van aparèixer a la revista La Clarière del CCF alguns articles sobre "Sentiers de Grande Randonnée", signats per André Denis. André Denis era membre del Comité Nacional de Senders de Gran Recorregut Francès i participant en les trobades anuals entre el CEG i el CCF. Fruit de les converses de Joan Cullell i Altimiras (president de la secció d'Acampada del CEG i organitzador de les trobades amb el CCF) amb André Denis, va anar madurant la idea d'introduir els GR a Catalunya i enllaçar-los, d'una banda, amb els de la resta d'Europa i, d'altra banda, intentar continuar-los per tot l'Estat espanyol. La idea fou presentada per Carles Albesa Riba (president del CEG) a l'assemblea de la Federació Catalana de Muntanya (actualment FEEC), celebrada a Mataró el 8 d'octubre del 1972. En aquesta data s'acordà la creació del Comitè de Senders de Gran Recorregut de la FEEC. L'acord va ser ratificat el mes de desembre de 1972 per l'assemblea nacional de la Federación Española de Montaña (FEM) a Lleó.
El Comitè de Senders de Gran Recorregut va quedar constituït el 5 de juny de 1973, amb Joan Cullell i Altimiras de president i Domenèc Parri de secretari. La resta de l'equip quedà integrat per: Joan Carbonell, Enric Aguadé, Daniel Oriol, Josep Gomez, Joan Torrent, Josep Gombau i Fulgenci Baños.
La primera tasca que s'imposà el comitè, a més d'informar les entitats, fou encarregar un avantprojecte al geògraf i extraordinari coneixedor de Catalunya Francesc Gurri i Serra, vicepresident del Centre Excursionista de Catalunya, que va elaborar sobre el mapa a grans trets l'esquema general de la xarxa dels futurs senders. Posteriorment, i sobre aquest avantprojecte, les entitats excursionistes de les comarques més properes a cada sector de camí anaren perfilant aquests itineraris adaptant-los a les possibilitats reals dels camins existents o cercant de fer-los passar pels llocs més interessants des del punt de vista paisatgístic, arqueològic, històric o monumental per aconseguir de donar el màxim atractiu possible al recorregut.
El dia 2 de març del 1975 marca una data històrica en els senders de GR a Catalunya. Els primers senyals els van posar molt a prop de Tivissa (ermita de Sant Blai), en direcció a Rasquera, el president del Comitè, Joan Cullell, i el delegat provincial de Tarragona, Enric Aguadé.
A Tarragona ja feia bastants anys que se celebrava el Dia del Camí de Muntanya, organitzat el 1964 pel doctor Joan Domènech Miró, i per l'octubre del 1975 quedà llesta la senyalització del GR 7 des de Pontils fins a Fredes, ja dins el País Valencià. El mes de novembre de 1975 aparegué la primera Topo-Guia, en ciclostil, d'aquest sector. A mitjan 1977 es va concloure la senyalització de tot el GR 7 i del dia 3 al 10 de setembre de 1977 es va inaugurar oficialment el sender, des de Reus fins a Andorra, a càrrec d'un grup de 26 excursionistes.
En l'assemblea de la FEM celebrada a Alacant dels dies 6, 7 i 8 de desembre de 1975 s'aprovà la creació del Comité Nacional de Senderos de Gran Recorrido. El 2 de març de 1976 fou nomenat president del comitè de la FEM Joan Cullell, que impulsà i coordinà l'elaboració de projectes de traçat dels futurs senders espanyols. Els projectes els elaboraren les federacions regionals.
Primera connexió europea. El GR 4 es va inaugurar el 9 de juny de 1979 al pont que uneix la Guingueta d'Ix amb Puigcerdà. El sender europeu 4 que venia d'Àustria i es quedava aturat a prop de la Guingueta d'Ix, ja podia continuar per terres catalanes.
Segona connexió europea. El dia 22 de juliol de 1979 s'inaugurà l'enllaç del GR 7 Francès amb el GR 7 Andorrà i amb el GR 7 Català. Els actes es feren a Andorra la Vella amb presència de les autoritats andorranes i el veguer francès. El GR7 inaugurat 2 anys abans quedava així connectat a Europa a través del GR Andorrà.

### País Valencià

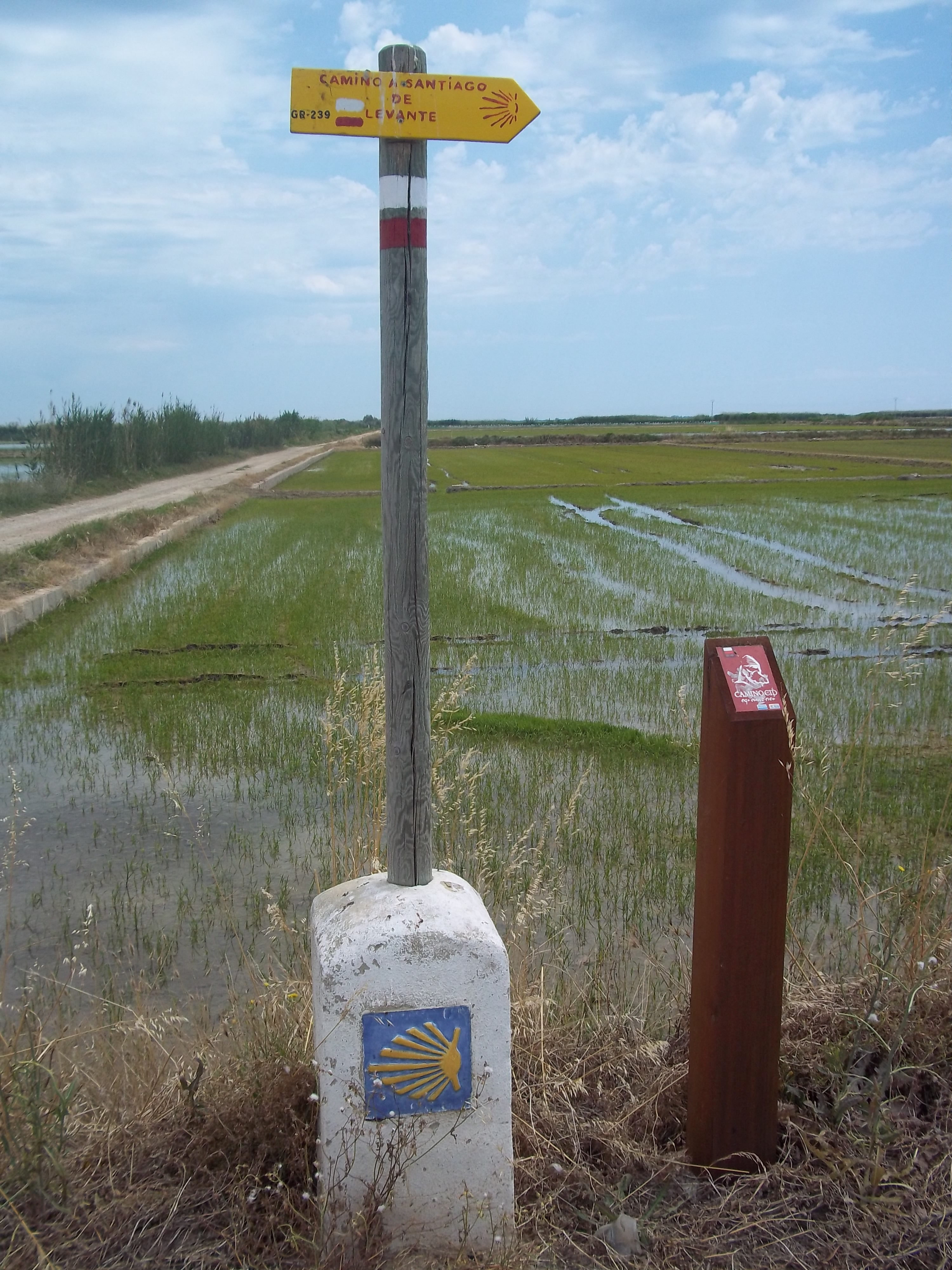
Camí de Llevant al seu pas pel Romaní (Sollana)

## Relació de senders de gran recorregut[14]

### Catalunya
| Número del GR                                 | Nom del Sender                  | Itinerari | Quilòmetres |
| --------------------------------------------- | ------------------------------- | --- | ----------- |
| GR-1                                          | Sender Transversal              | Comença a Empúries, travessa bona part de l'àrea prepirinenca i continua per Aragó, on entra pel Pont de Montanyana. | 378,16      |
| GR-2                                          | De la Jonquera al Besòs         | Travessa la Garrotxa i Osona. Passa per Besalú. | 164,93      |
| GR-3                                          | Sender Central de Catalunya     | Ha d'esdevenir un gran sender circular. Actualment hi ha marcats els trams compresos entre Manresa i Orrit | 501,78      |
| GR-4                                          | De França a Montserrat          | Assoleix la màxima altitud al Coll de Pal (2.106 m). | 165,74      |
| GR-5                                          | Sender dels Miradors            | Sender semicircular, que va de Sitges a Canet de Mar, passant per Montserrat i el Montseny. | 201,72      |
| GR-6                                          | Sender de Montserrat            | Per Sant Cugat del Vallès i Olesa de Montserrat. | 52,51       |
| GR-7                                          | Andorra als Ports               | Entra a Catalunya per la Farga de Moles, assoleix alçades notables com ara el Coll de Creus i els entorns de Tuixén, travessa el centre de Catalunya i s'adreça al sud-oest, on torna a assolir alçades notables a l'entorn del Caro, i entra al País Valencià per Fredes. | 384,12      |
| GR-11                                         | Sender del Pirineu              | Des del Cantàbric fins a la Mediterrània tot resseguint el Pirineu. És el més muntanyós de tots els senders catalans: comença al Cap de Creus i entra a l'Aragó pel Pont de Salenques.                                                                                     | 421,09      |
| GR-65-5 Arxivat 2016-06-04 a Wayback Machine. | Camí de Sant Jaume              | De Tarragona a Mequinensa, passant per Ulldemolins i la Serra la Llena. | 53,90       |
| GR-83                                         | Camí del nord o del Canigó      | Va de Mataró al Coll de Malrem seguint virtualment el meridià. | 201,77      |
| GR-92                                         | Sender del Mediterrània         | A Catalunya va de Portbou al Pont de l'Olivar, sobre la Sénia, i segueix cap a Castelló. Passa pel Castell de Montgrí, per la Serralada de Marina, per Barcelona (Collserola), pel Massís del Garraf, per Tarragona i per Amposta.                                         | 561,90      |
| GR-96                                         | Camí Romeu a Montserrat         | De Barcelona a Montserrat per Rubí i Vacarisses. | 57,43       |
| GR-97                                         | De la Tordera al Llobregat      | Va de Sant Celoni a Martorell passant per Sabadell i Terrassa. (El tram fins a la Beguda Alta ha estat eliminat). | 107,13      |
| GR-99                                         | Sender del riu Ebre             | De Fontibre al Far del Guerxal sense allunyar-se mai gaire de l'Ebre. |             |
| GR-107                                        | Camí dels Bons Homes            | Va de Queralt a la Portella Blanca, i continua nord enllà per territori francès. | 194,45      |
| GR-150                                        | Volta al Cadí - Moixeró         | De la Seu d'Urgell a Alp, passant per Querforadat en el sector nord i per Tuixén en el sector sud. | 151,31      |
| GR-151                                        | Camins del Bisbe i Abat Oiliba  | Itinerari que en molts trams se sobreposa a d'altres d'existents. Va de Montserrat a Molló (Basses de Puigsec) passant per Sant Benet de Bages, per Vic, per Sau i per Ripoll.                                                                                             | 241,55      |
| GR-171                                        | Del Santuari de Pinós als Ports | De Pinós al Refugi de Caro, passant per Poblet i la Cartoixa d'Escala Dei. | 275,23      |
| GR-172                                        | De Bellprat a la Mussara        | Itinerari en forma de "U" ajaguda cap a l'esquerra; passa pel Monestir de Montserrat. | 198,02      |
| GR-173                                        | Vallès Natural                  | De Castellar del Vallès a Sant Cugat del Vallès, passant per Sabadell (ruta de llevant) i per Terrassa (ruta de ponent). Una variant duu a Barcelona. | 73,75       |
| GR-174                                        | Sender del Priorat              | Fent grans zigazagues recorre tot el Priorat entre el Coll de la Teixeta i Albarca. | 70,99       |
| GR-175                                        | Ruta del Cister                 | Amb un recorregut sensiblement triangular, uneix els tres grans monestirs cistercencs: Poblet, Vallbona de les Monges i Santes Creus. | 103,54      |
| GR-176                                        | Ruta de les vint ermites        | Sender sensiblement circular; passa per Navàs i Puig-reig i recorre nombroses ermites romàniques. | 83,17       |
| GR-177                                        | Ruta circular del Moianès       | Ruta circular que passa per l'Estany i Monistrol de Calders. | 109,68      |
| GR-178                                        | Ruta d'en Serrallonga           | Escenari de les corregudes del famós bandoler. Va de Santa Coloma de Farners a la presa de Sau passant per Can Serrallonga. | 54,28       |
| GR-179                                        | Sender dels Maquis              | Entre Manresa i Berga recorre una de les més significatives zones d'actuació de la guerrilla antifranquista. | 62,65       |
| GR-192                                        | Camí del vent                   | Paral·lel al 92 però més interior; passa per Mont-roig del Camp i per Pratdip. | 96,09       |
| GR-210 Arxivat 2017-02-08 a Wayback Machine.  | La ruta del Ter                 | Ha de recórrer tot el curs del Ter; de moment va de Montesquiu a la presa de Sau. | 42,50       |
| GR-211                                        | Circular de la Vall d'Aran      | Itinerari circular que parteix de Vielha en tots dos sentits i va zones ben apartades com el Refugi dera Honeria. La variant 211-5 uneix Vielha amb er Espitau de Vielha, passant per l'elevat Pòrt de Vielha.                                                             | 91,64       |
| GR-241                                        | Circular de Borredà             | Passa per Sant Jaume de Frontanyà i per Sant Romà de la Clusa. | 59,46       |
| GR-270                                        | Camí del Llobregat              | Recórre tot el curs del riu Llobregat, des de Castellar de n'Hug fins al Delta del Llobregat, passant per La Pobla de Lillet, Guardiola de Berguedà, Berga, Puigreig, Sallent, Monistrol de Montserrat, Martorell, Sant Boi del Llobregat i El Prat de Llobregat.          | 180         |

### Comunitat de Madrid
| GR      | Nom |  |
| ------- | --- |  |
| GR 10   | Puçol (Horta Nord) a Aldea del Obispo (Província de Salamanca).                                                                           |  |
| GR 10.1 | Puerto de Cotos (límit entre les províncies de Madrid i Segòvia) a Puerto de la Fuenfría (límit entre les províncies de Madrid i Segòvia) |  |
| GR 88   | Pontón de la Oliva a El Atazar |  |
| GR 124  | Senda Real |  |

### Illes Balears
| GR     | Nom                     | Itinerari                          |
| ------ | ----------------------- | ---------------------------------- |
| GR 221 | Ruta de la Pedra en Sec | Travessa de la Serra de Tramuntana |
| GR 222 | Ruta Artà - Lluc        | Artà - Inca - Lluc                 |
| GR 223 | Camí de Cavalls         | Menorca                            |

### País Valencià[15]
| GR-7            | Fredes - El Pinós                 | Entra al País Valencià per Fredes, passa per Morella, Sant Joan de Penyagolosa, Montanejos, Xelva, Alcoi, i entra a Múrcia per Torre de Rico (Jumilla).                                                                                           |
| GR-33           | Sender de la Lluna plena          | Des de la plaça de Sant Roc de Castelló fins a l'ermitori de Sant Joan de Penyagolosa |
| GR-36           | Trans-espadà                      | Parteix de Nules fins a Montanejos. |
| GR-37           | Els Serrans                       | Recorre la comarca dels Serrans per vies pecuàries. |
| Senda del Poeta | La senda del poeta                | És un itinerari cultural, turístic i mediambiental basat en la vida i obra del poeta Miguel Hernández, i fa el recorregut entre Oriola i Alacant.                                                                                                 |
| GR 239          | Camí de Llevant. Camí de Santiago | Itinerari de 1.138 quilòmetres, dividit en 42 etapes, 5 corresponen al País Valencià i 140 km per les poblacions d'Alfafar, Benetússer, Massanassa, Catarroja, Alzira, Carcaixent, Pobla Llarga, Manuel, Xàtiva, Moixent i la Font de la Figuera. |

### Països Baixos
| GR    | Nom                | Itinerari                |
| ----- | ------------------ | ------------------------ |
| GR 12 | Sender de Floris V | Amsterdam-Bergen op Zoom |